# Steve Wittman
Sylvester Joseph "Steve" Wittman (5 de abril de 1904 Byron, Condado de Fond du Lac, Wisconsin — 27 de abril de 1995 (91 anos) Stevenson, Alabama), foi um piloto de aviões e engenheiro aeronáutico americano.

## Biografia

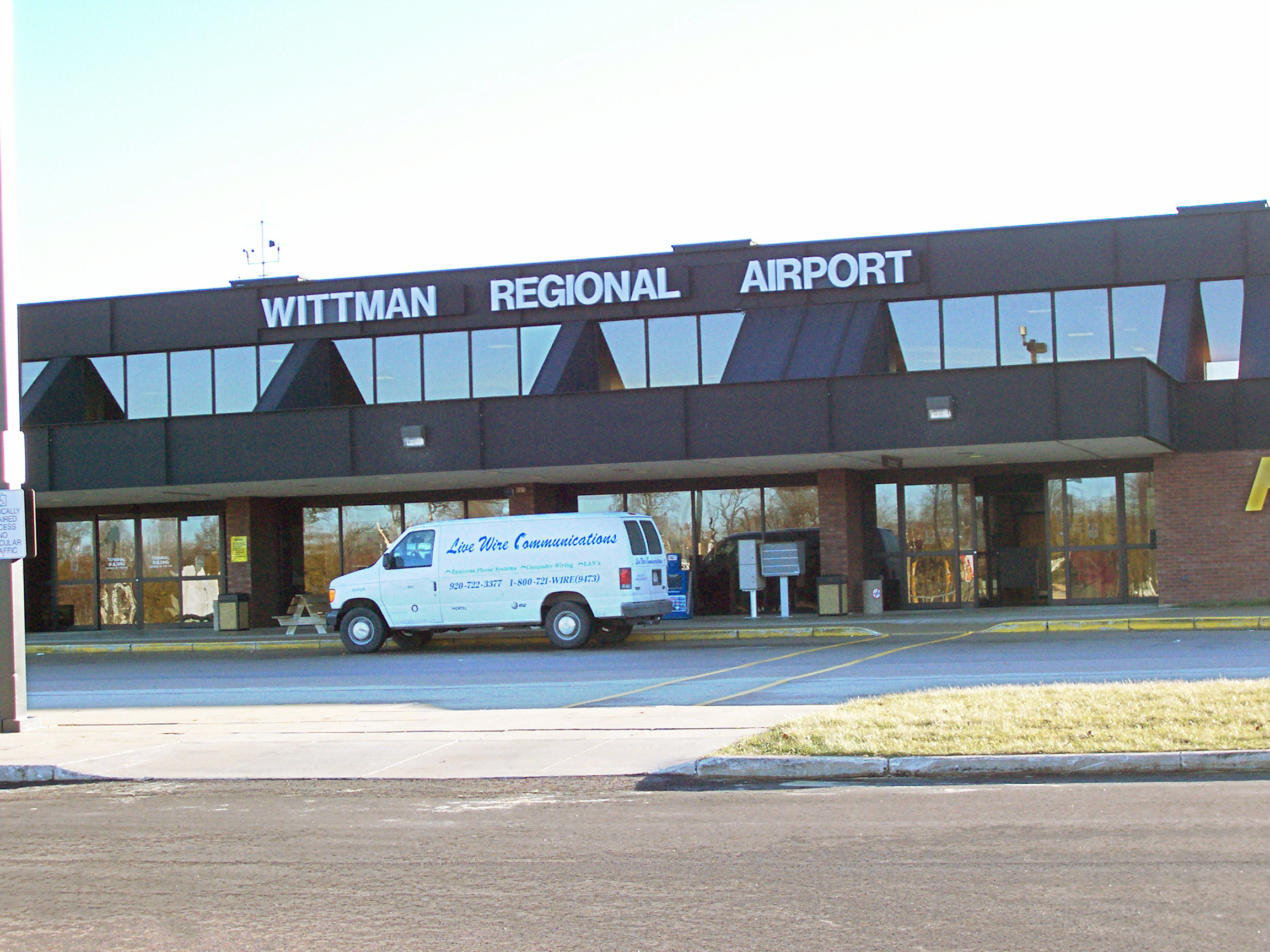
O Wittman Regional Airport
em Oshkosh, Wisconsin.

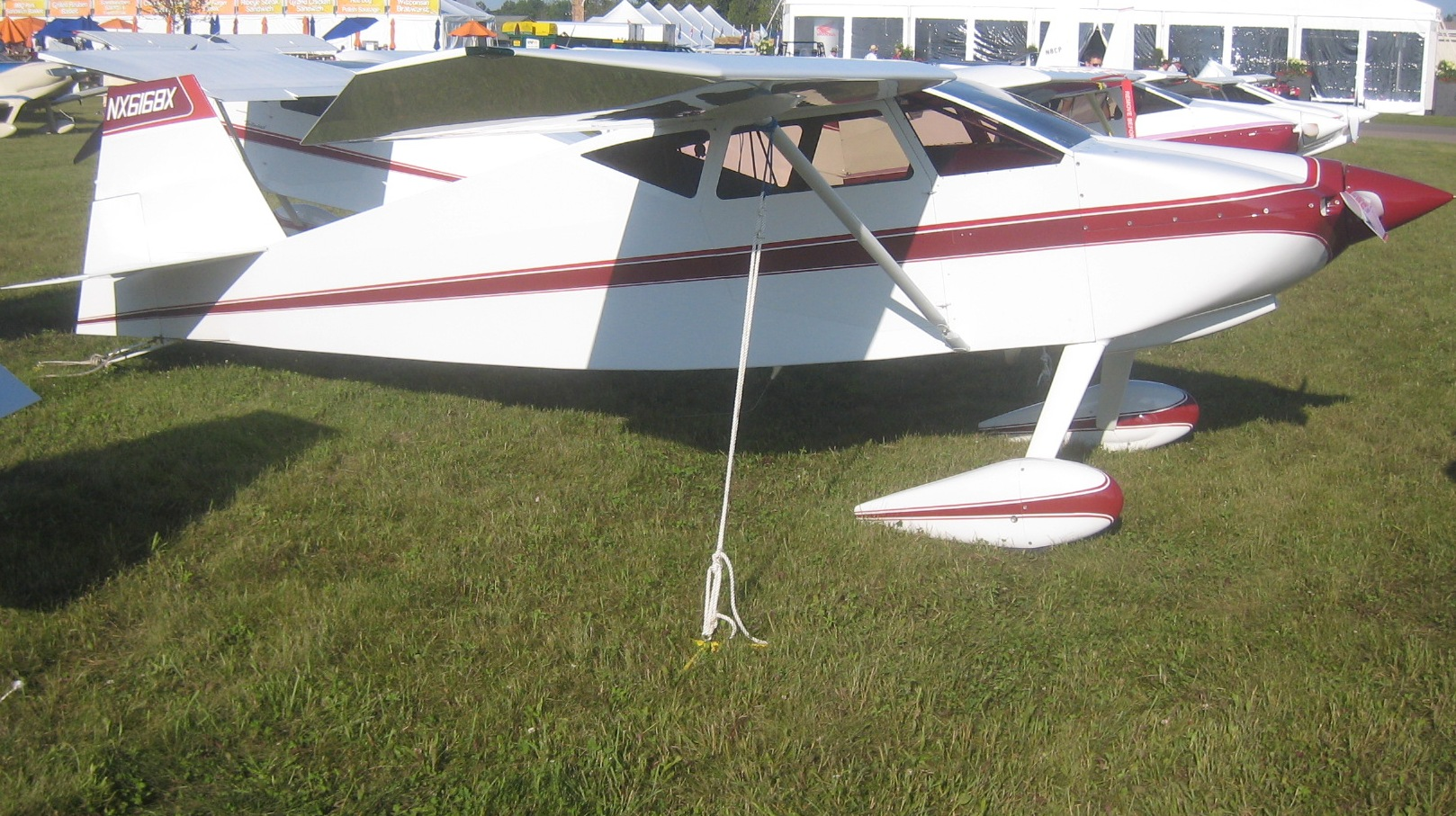
Um Wittman Tailwind
construído por Jim Clement.

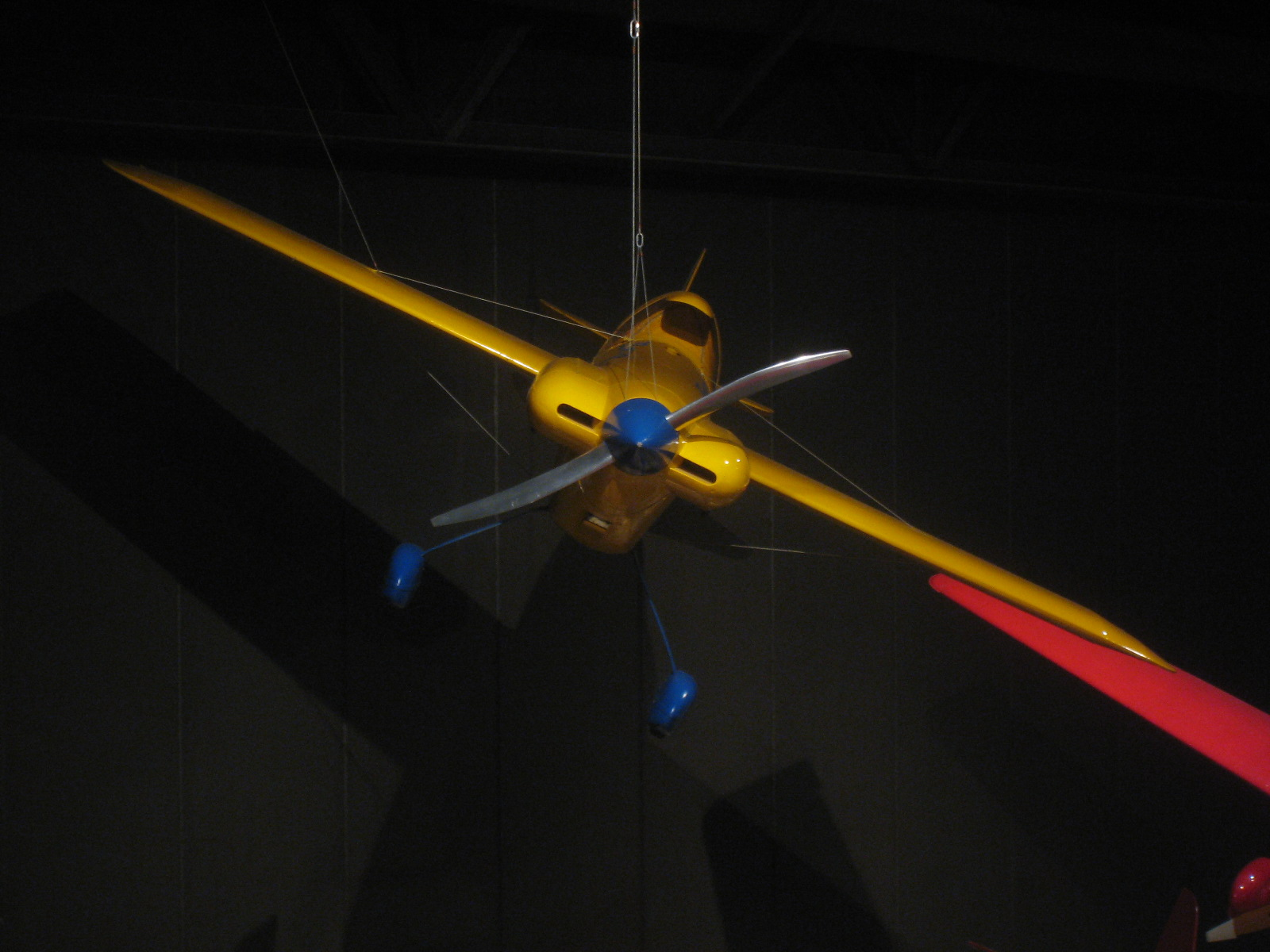
Vista frontal do Wittman DFA.

Uma doença na infância de Wittman afetou a maior parte de sua visão em um dos olhos, o que o convenceu desde cedo de que seu sonho de voar era inatingível. No entanto, ele aprendeu a voar em 1924 em um Standard J-1 e construiu sua primeira aeronave, a "Hardly Abelson" com um motor  Harley. no final de 1924. De 1925 a 1927, ele tinha seu próprio serviço de voo, fazendo voos de diversão, e durante este tempo também se tornou um piloto de demonstração e teste para a "The Pheasant Aircraft Company" e para a "Dayton Aircraft Company", voando o "Pheasant H-10" em vários eventos. Ele também começou sua carreira em corridas aéreas, competindo pela primeira vez em 1926 em um evento de Milwaukee em seu J-1.
Depois de competir em sua primeira corrida aérea transcontinental de Nova York a Los Angeles em 1928, ele obteve uma dispensa médica em sua visão e recebeu seu certificado de piloto logo depois (assinado por Orville Wright). Ele então projetou, construiu e pilotou suas próprias aeronaves, incluindo o "Chief Oshkosh" em 1931 e o "Bonzo" em 1934. A primeira corrida de Wittman em uma aeronave que ele havia projetado foi com um "Bonzo", na corrida "Thompson Trophy" de 1935, onde ele obteve o segundo lugar.
Em 1937, pilotando seu segundo "homebuilt", o "Chief Oshkosh", Wittman ficou em segundo lugar na "Greve Trophy Race". Wittman voou o "Bonzo" na corrida "Thompson Trophy" e liderou as primeiras 18 voltas da corrida de 20 voltas, a uma velocidade média de mais de 275 mph (442,57 km/h). De repente, seu motor começou a funcionar mal, e Wittman foi forçado a desacelerar para se manter na corrida, terminando em 5º lugar. Em 1938, foi premiado com a medalha Louis Blériot pela "Fédération Aéronautique Internationale" (FAI).
Também em 1937, Wittman projetou e construiu o "Buttercup". Um design de asa alta construído para superar os Cubs, Chiefs, T-Crafts e Luscombes da época. Com base nessa aeronave, ele construiu o "Wittman Big X" em 1945 e a popular série "Wittman Tailwind" de "homebuilts".
Durante a Segunda Guerra Mundial, seu "Wittman Flying Service" fazia parte do "Civilian Pilot Training Program", treinando pilotos para o Army Air Corps.
Após a guerra, Wittman terminou em oitavo lugar na corrida "Thompson Trophy" de 1946 com um caça Bell P-63 Kingcobra de asa cortada. Em 1947, Bill Brennand venceu a corrida inaugural da classe Goodyear no "National Air Races" pilotando o "Buster" de Wittman. O "Buster" foi uma reconstrução do "Chief Oshkosh" do pré-guerra, passou a ganhar muitas outras corridas Goodyear / Continental Trophy e foi aposentado após as corridas aéreas de 1954 em Dansville, Nova York. Agora está em exibição no "National Air and Space Museum" em Washington, D.C.
Wittman construiu um "Bonzo" inteiramente novo para as National Air Races de 1948, onde voou, terminando em terceiro. Wittman correu com o "Bonzo" nas décadas de 1950 e 1960, incluindo as primeiras corridas aéreas do "Reno National Championship", antes de se aposentar das competições da "Formula One Air Racing" em 1973. O "Bonzo" agora é exibido ao lado do "Bonzo" pré-guerra de Wittman no EAA Aviation Museum, junto com vários outros aviões Wittman.
Wittman foi gerente do aeroporto de Oshkosh, Wisconsin, de 1931 a 1969, que agora leva o seu nome ("Wittman Regional Airport"). Wittman se envolveu na recém-formada Experimental Aircraft Association em 1953 e foi fundamental para trazer o "EAA AirVenture Oshkosh" para o Aeroporto de Oshkosh em 1970.
Ele projetou e construiu o "Wittman V-Witt" para competir na nova classe "Formula V Air Racing". Ele competiu em corridas com aquela aeronave até 1979. Os vencedores do Campeonato Nacional de Fórmula V recebem o Troféu Steve Wittman.
Wittman permaneceu ativo na aviação durante toda a sua vida. Para a celebração do 90º aniversário de Wittman, ele demonstrou manobras acrobáticas em seu V-Witt e Tailwind com motor Oldsmobile. Ele também usou o "Buttercup" para fazer voos com os "Young Eagles". Cartas de agradecimento foram dadas pelo presidente Bill Clinton e pelo governador de Wisconsin, Tommy Thompson.
Steve se casou com Dorthy Rady em 1941. Ele a ensinou a voar e ela o acompanhou na maioria de suas corridas. Dorthy morreu em 1991 e Wittman casou-se com Paula Muir em 1992. Em 27 de abril de 1995, Wittman e Muir decolaram em um voo de atravessamento do país de rotina, de sua residência de inverno em Ocala, Flórida, para a sua residência de verão em Oshkosh, Wisconsin. O Wittman "O&O" N41SW (sendo o "41" o ano de seu primeiro casamento, mais SW, suas iniciais) caiu cinco milhas ao sul de Stevenson, Alabama, matando Wittman e Muir. A causa foi a instalação inadequada do tecido da asa, causando seu descolamento, resultando em vibração do aileron/asa.
Em 2014, Wittman foi introduzido postumamente no "National Aviation Hall of Fame".
Ele foi introduzido no "Motorsports Hall of Fame of America" em 1998.

## Aeronaves projetadas por Wittman
- Wittman Hardley Ableson
- Wittman Chief Oshkosh
- Wittman D-12 Bonzo
- Wittman DFA "Little Bonzo"
- Wittman Buttercup
- Wittman Big X
- Wittman Tailwind
- Wittman V-Witt